# Cianuro di potassio
Il cianuro di potassio è il sale di potassio dell'acido cianidrico.

## Aspetto
A temperatura e pressione standard si presenta come un solido cristallino bianco e igroscopico; inodore se perfettamente anidro, ma esalante il tipico odore di mandorle amare se umido o a contatto con l'aria.

## Utilizzo
Il cianuro di potassio, e lo ione cianuro in generale, è molto importante in chimica perché capace di creare complessi solubili con molti metalli (oro, ferro, argento, nichel) e viene quindi sfruttato nelle tecniche di analisi per solubilizzare i vari cationi metallici, come per la cianurazione dell'acciaio. Viene usato anche in fotografia per i bagni di fissaggio, per rimuovere gli alogenuri d'argento.
In chimica organica è un tipico reagente di sintesi che può essere addizionato mediante sostituzioni nucleofile, allungando la catena carboniosa. Per la sua grande capacità di complessare i metalli di transizione, è usato nella preparazione di sali di potassio e di sodio, tra questi spiccano quelli di oro e argento: KAu(CN)2 , KAu(CN)4 , KAg(CN)2. Questi sono impiegati in galvanica per placcare (doratura o argentatura), sia gioielli sia componenti elettronici.

## Tossicologia
Il tipico odore di mandorle amare è dovuto al rilascio nell'aria di acido cianidrico (infatti le mandorle amare contengono acido cianidrico), il quale, essendo un acido debole, viene spostato dai suoi sali anche a causa dell'anidride carbonica (contenuta nell'aria) in presenza di umidità secondo la reazione:
{\displaystyle {\ce {2KCN\ +\ CO2\ +\ H2O->K2CO3\ +\ 2HCN}}}
Il cianuro di potassio è il sale dell'acido cianidrico che più comunemente viene utilizzato nella ricerca chimica, nelle industrie di estrazione di metalli preziosi e in alcuni processi di sintesi.
Il cianuro di potassio è un potentissimo veleno: lo ione CN- infatti, una volta nel corpo umano, si lega all'atomo di ferro (III) contenuto nell'enzima citocromo ossidasi, inattivandolo irreversibilmente. L'enzima citocromo ossidasi è uno degli enzimi più importanti nel corpo umano: fa in modo che le cellule possano utilizzare l'ossigeno assunto respirando, e senza di esso le cellule morirebbero per mancanza di ossigeno.
Il cianuro di potassio ha sapore acre e, anche se ingerito in piccole dosi, causa rapidamente morte per anossia istotossica: irritazione-intorpidimento della gola, ansia e confusione, vertigini e dispnea/iperpnea (l'aria sembra mancare, sensazione di soffocamento, respirazione convulsa), la vittima perde velocemente conoscenza, convulsioni e infine morte per arresto respiratorio e cardiocircolatorio.
La dose letale del cianuro di potassio varia da 150 a 300 mg, mentre per l'acido cianidrico (liquido o gassoso) la dose letale oscilla tra i 50 ed i 100 mg.

### Antidoti
Gli antidoti contro il cianuro si basano sulla trasformazione, nel corpo della vittima, di parte dell'emoglobina in metaemoglobina, la quale ha la proprietà di "catturare" gli ioni cianuro prima che essi a loro volta inattivino l'enzima citocromo-ossidasi. Poiché il cianuro "catturato" dalla metaemoglobina dovrà essere eliminato, viene somministrato quindi tiosolfato di sodio nel corpo; l'enzima rodanasi (presente nell'organismo umano) ha così sufficiente zolfo per trasformare gli ioni cianuro in ioni tiocianato, molto meno pericolosi, che vengono eliminati successivamente dal corpo.
Per produrre metaemoglobina, negli avvelenamenti da cianuro, vengono somministrati nitrito di amile, nitrito di sodio e altri vasodilatatori (nitriti alchilici e organici) in dosi controllate (sono anch'essi tossici) e quindi viene somministrato il tiosolfato di sodio.
Attualmente si stanno cercando altri antidoti, meno tossici e più maneggevoli dei nitriti, tra i quali l'idrossicobalamina (vitamina B12) che sarebbe capace di catturare essa stessa il cianuro, a dosi da 20 a 50 mg per volta.